# 1714.
◄ | 17. stoljeće | 18. stoljeće | 19. stoljeće | ►
◄ | 1680-ih | 1690-ih | 1700-ih | 1710-ih | 1720-ih | 1730-ih | 1740-ih | ►
◄◄ | ◄ | 1711. | 1712. | 1713. | 1714. | 1715. | 1716. | 1717. | ► | ►►
Arhitektura • Astronomija • Biologija • Glazba • Kazalište • Kemija • Kiparstvo • Knjige • Književnost • Kršćanstvo • Medicina • Politika • Pravo • Promet • Slikarstvo • Znanost

## Rođenja
- Benedikt Stay Stojković, hrvatski pjesnik latinist († 1801.)
- 8. ožujka – Carl Philipp Emanuel Bach, njemački skladatelj i čembalist († 1788.)
- 2. srpnja – Christoph Willibald Gluck, njemački skladatelj i dirigent († 1787.)
- 17. srpnja – Alexander Gottlieb Baumgarten, njemački filozof († 1762.)
- 2. prosinca – Jeremijaš Šoštarić, hrvatski pisac iz Gradišća († 1770.)
- 5. prosinca – Bogomir Palković, hrvatski pisac iz Gradišća († 1778.)

## Smrti
- 29. studenog – Jerolim Kavanjin, hrvatski književnik (* 1641.)

## Vanjske poveznice
|  | Zajednički poslužitelj ima još gradiva o temi 1714. |